# Sypna dubitaria
Sypna dubitaria là một loài bướm đêm trong họ Erebidae.